# Lepidopilum phyllophilum
Lepidopilum phyllophilum là một loài rêu trong họ Daltoniaceae. Loài này được Broth. mô tả khoa học đầu tiên năm 1920.